# Litteraturåret 1909

## Händelser

### Februari
- 5 februari – den italienska poeten Filippo Tommaso Marinetti publicerar Futurismens grundläggning och manifest i den italienska tidningen Gazzetta dell'Emilia i Bologna.
- 20 februari – Marinettis futuristiska manifest publiceras även i fransk översättning i Le Figaro.
- Det första numret av den franska litteraturtidskriften Nouvelle Revue Française utkommer.

### Mars
- 14 mars – Det svenska Riksförbundet mot osedlighet i litteratur, press och bild konstitueras vid ett opinionsmöte i Stockholm [1] med målet att höja sedligheten inom alla samhällsklasser [2].

## Priser och utmärkelser
- Nobelpriset – Selma Lagerlöf, Sverige[3]
- Letterstedtska priset för översättningar – Erland Lagerlöf för översättningen av Homeros Odysséen

## Nya böcker

### A – G
- Die andere Seite av Alfred Kubin
- Antikt ideal av Vilhelm Ekelund
- Den blå lagunen av H. De Vere Stacpoole[4]
- Borgare av Ludvig Nordström
- Bref och skisser av Axel Munthe

### H – N
- Havets fantasier av Jonas Lie (postumt)
- Hjärtats oro av Hjalmar Söderberg
- Italian Hours av Henry James
- Kater-Poesie av Paul Scheerbart
- Martin Eden av Jack London
- Mémoires et notes de numismatique av Adrien Blanchet
- När det unga vinet blommar (skådespel) av Bjørnstjerne Bjørnson

### O – U
- Purpurhjärtat av Sigurd Agrell
- Recherches sur les aqueducs et cloaques de la Gaule romaine av Adrien Blanchet
- The Rosary av Florence Barclay[4]
- Savonarola av Hjalmar Bergman
- Snödroppen. Ett tema i variationer av Gustaf Hellström

### V – Ö
- Vid mörkrets portar av Bertel Gripenberg
- Vid sjön av Nataly von Eschtruth
- Vilse i lifvet av Gustaf af Geijerstam
- Älfvadrottningen av Nataly von Eschtruth

## Födda
- 12 januari – Barbro Alving, svensk journalist och författare.
- 18 januari – Astrid Pettersson, svensk författare.
- 6 februari – Per-Erik Lindorm, svensk journalist, manusförfattare och skriftställare.
- 13 mars – Sivar Arnér, svensk författare.
- 14 mars – André Pieyre de Mandiargues, fransk författare.
- 17 april – Kid Severin, svensk journalist, författare och manusförfattare.
- 24 juli – Carl-Adam Nycop, svensk journalist och författare.
- 18 september – Linda Larsson, svensk författare och manusförfattare.
- 7 oktober – Anni Blomqvist, åländsk författare.

## Avlidna
- 14 januari – Arthur William à Beckett, 64, brittisk journalist och författare.
- 5 april – Olof Rubenson, 39, svensk medförfattare till Svenskt biografiskt handlexikon.
- 10 april – Algernon Swinburne, 72, brittisk poet.
- 18 augusti – Axel Otto Lindfors, 56, svensk läkare, universitetslärare och författare.
- 7 september – John Wigforss, 36, svensk författare, journalist och tidningsman.

### Fotnoter
1. ↑  20:e århundrades När Var Hur - 1909, Bernt Himmelstedt, Forum, 1999
2. ↑  Sverige 1900-talet – 1909, NE, Bra Böcker, 2000
3. ↑  ”Nobelpriset i litteratur”. https://www.nobelprize.org/prizes/lists/all-nobel-prizes-in-literature/. Läst 20 mars 2011.
4. 1 2  Leavis, Q.D. (1965). Fiction and the Reading Public (rev.). London: Chatto & Windus